# Mẻ rìu

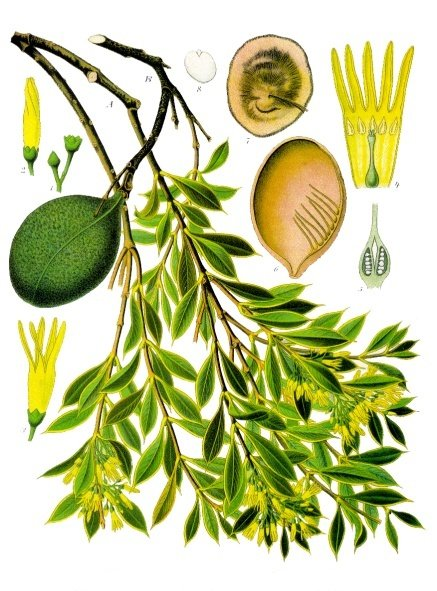
Mô tả cây mẻ rìu (Aspidosperma quebracho-blanco) của Franz Eugen Koehler

Mẻ rìu, tên khoa học Aspidosperma quebracho-blanco, là một loài thực vật có hoa trong họ La bố ma. Loài này được Schltdl. mô tả khoa học đầu tiên năm 1861.

## Hình ảnh

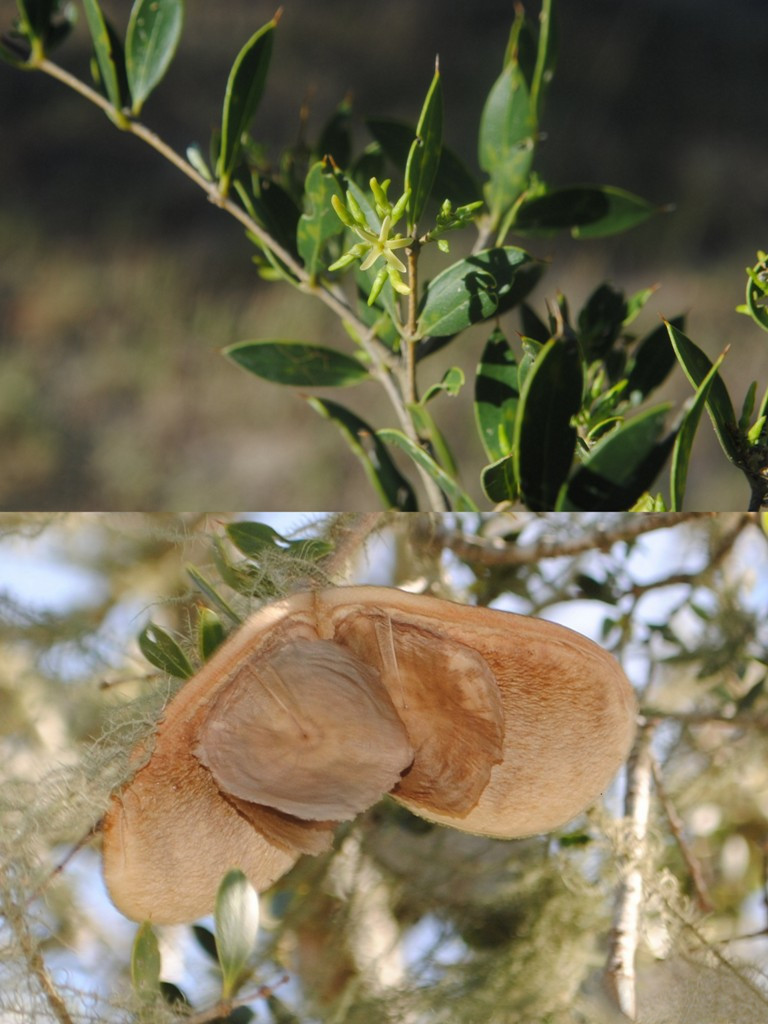
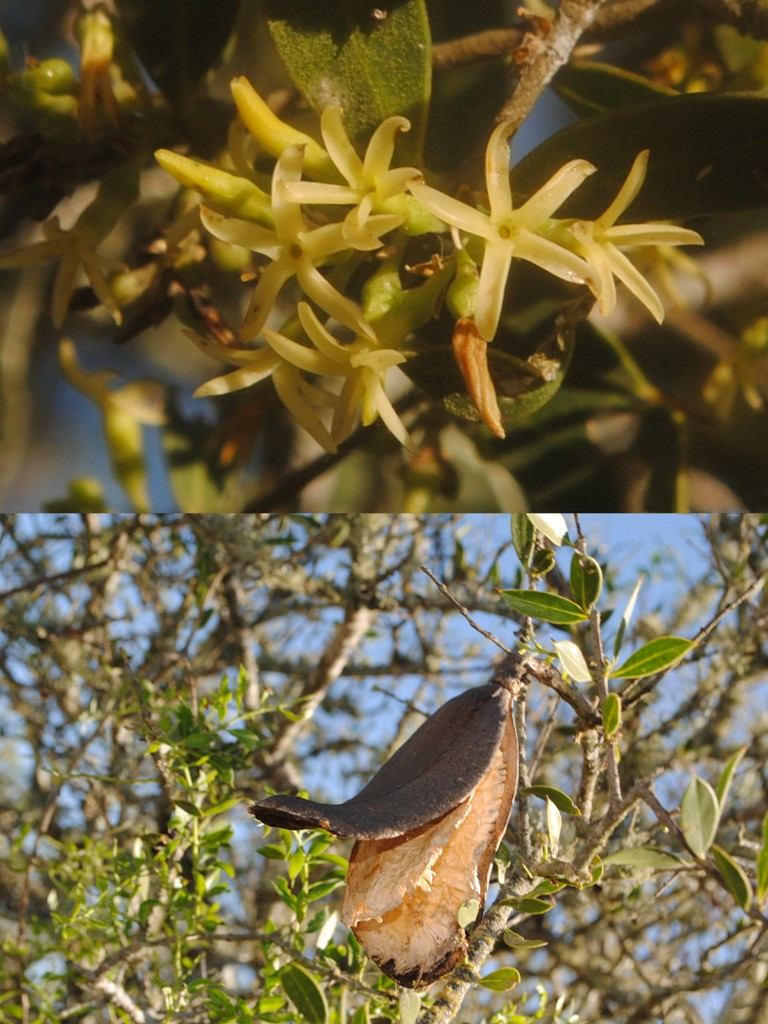
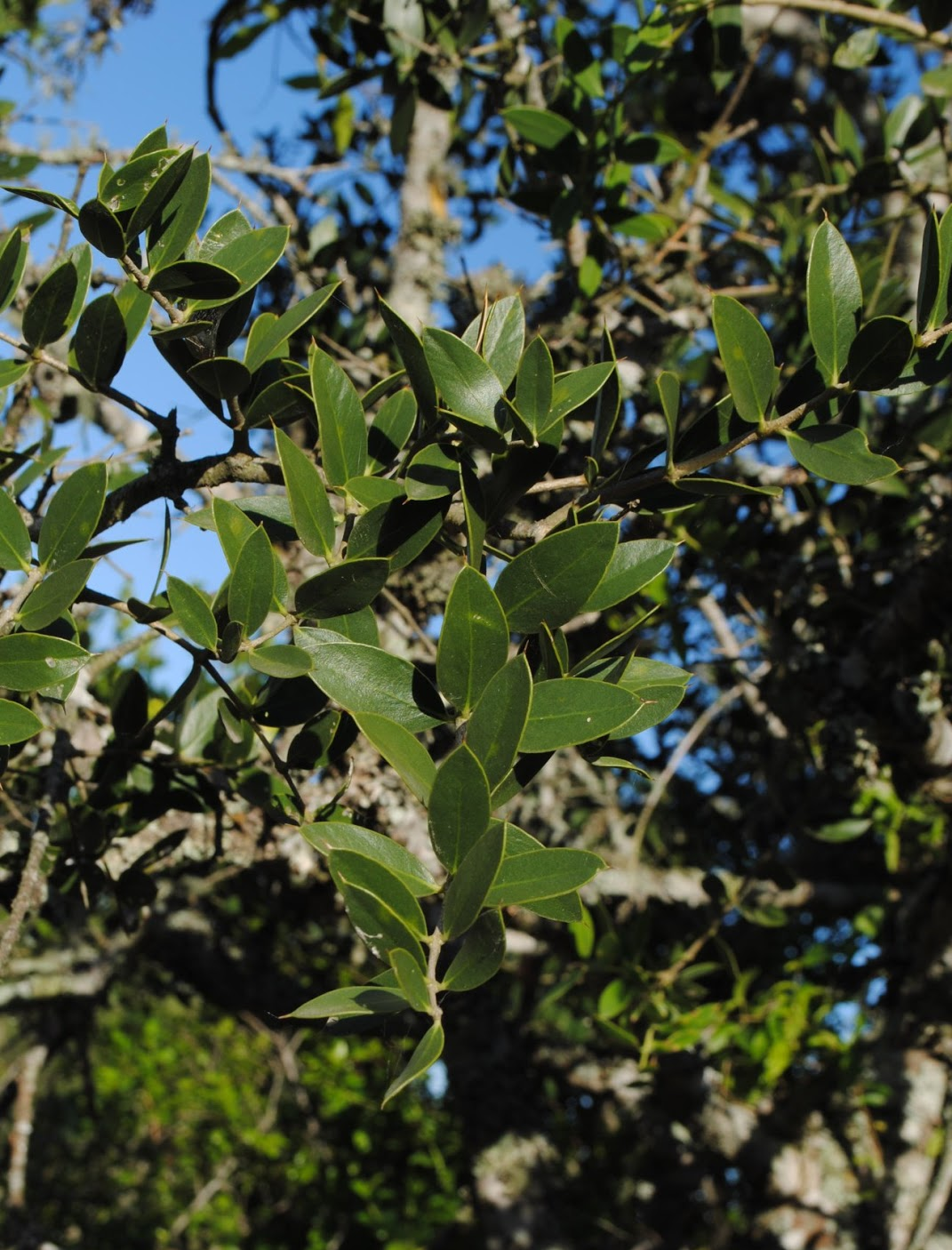
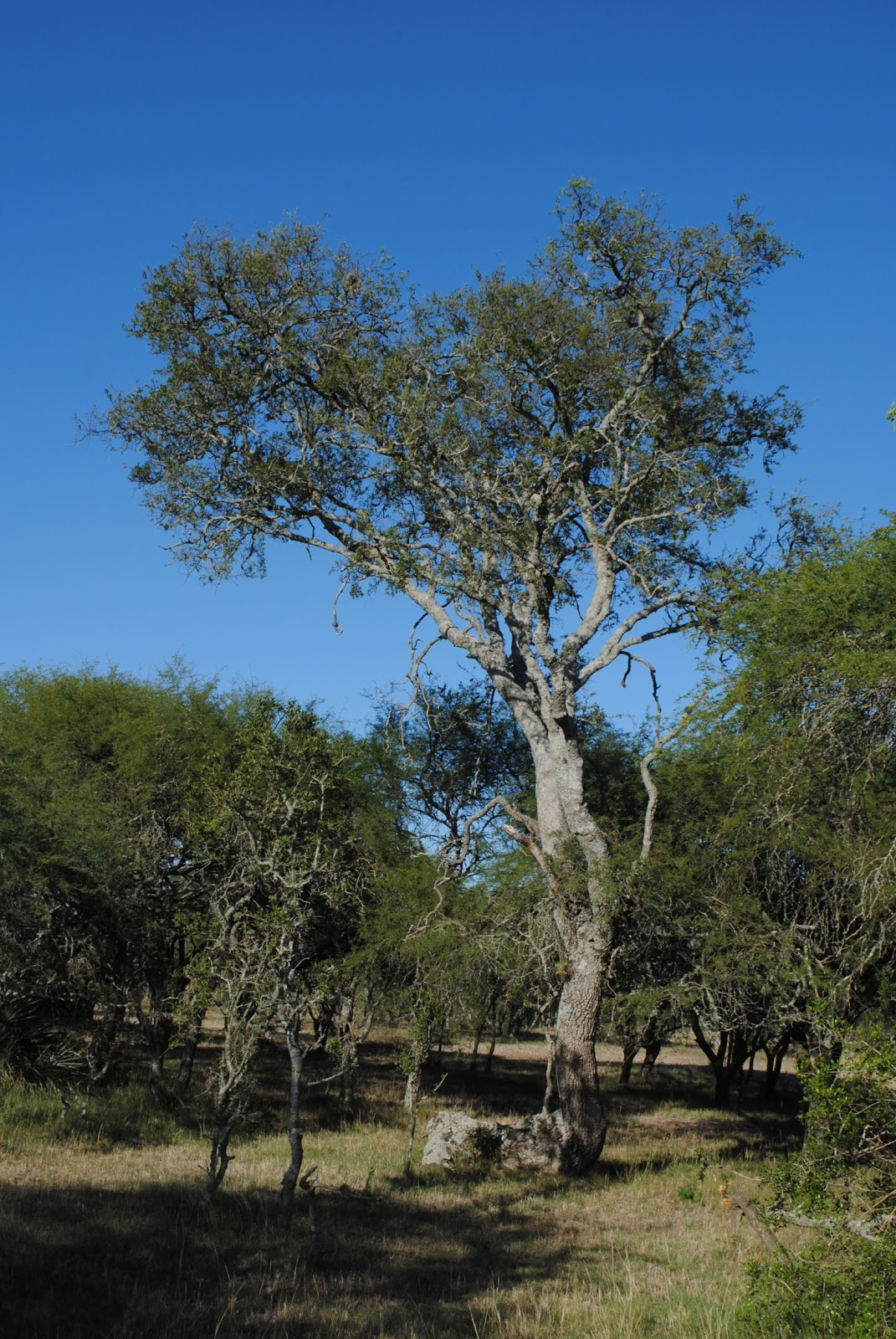